# 太保河
太保河，位于中华人民共和国广东省北部，是三江河左岸支流，发源于连山壮族瑶族自治县北部的大雾山，南流至莲塘村转东流，经太保镇，过旧城村后成为连山县与连南瑶族自治县界河，最后于连南县城三江镇西南郊的梅村汇入三江河。河长29.8千米，流域面积179.4平方千米。